# Chiesa di San Michele e Beata Vergine del Carmelo
La chiesa di San Michele e Beata Vergine del Carmelo è il principale luogo di culto cattolico della località Ramera di Ponteranica in provincia e diocesi di Bergamo; fa parte del vicariato di Almenno-Ponteranica-Villa d'Almè.

## Storia
Una chiesa presente nella località Ramera di Ponteranica risulta dagli atti della visita pastorale del vescovo di Bergamo Giovanni Paolo Dolfin del 1781 intitolata a sant'Antonio indicata come "eretto dalla signora Salvetti" e indicata come oratorio sussidiario della chiesa parrocchiale di Ponteranica. Medesima intitolazione a sant'Antonio di una chiesa a Ramera risulta negli scritti di Giovanni Maironi da Ponte del 1820.
Un nuovo edificio di culto fu edificato nei primi anni del Novecento su progetto dell'ingegnere Giuseppe Locatelli. Nel 1915 avvenne la cerimonia della posa della prima pietra. 
Con decreto vescovile del 17 luglio 1951 la chiesa posta a Ramera intitolata a san Michele Arcangelo e alla Vergine del Carmelo fu smembrata dalla parrocchiale di Ponteranica e riconosciuta il 28 gennaio 1953 civilmente con del Presidente della Repubblica. La torre campanaria fu elevata nel 1952 su progetto di Dante Fornoni, e nel 1959 fu aperto il rosone sulla facciata per illuminare maggiormente l'aula e tre archi ogivali.
Il vescovo Clemente Gaddi con la consacrazione del 1965, fece dono delle reliquie dei santi Agapito, Clemente e Claro provenienti dall'abbazia di San Benedetto di Abbazia che sigillò nella mensa dell'altare maggiore. Le sette vetrate istoriate disegnate da Trento Tongaretti sono state realizzate e posizionate nel 1991 e realizzate da Francesco Taragni.
Con decreto del vescovo Giulio Oggioni del 27 maggio 1979 la chiesa fu inserita nel vicariato locale Almenno-Ponteranica-Villa d'Almè.

## Descrizione
L'edificio di culto preceduto dal sagrato con pavimentazione in lastre di pietra alternate a ciottolato si presenta con la facciata intonacata con tre grandi sfondati a sesto acuto, di cui quello centrale di misura maggiore con l'ingresso principale con contorno in arabescato terminante con arco a sesto acuto, mentre sulla parte superiore vi è il grande rosone. La facciata termina con le due falde spioventi del tetto.
L'interno a pianta rettangolare con unica aula divisa in quattro campate da arconi a sesto acuto. La prima campata è dedicata alla zona penitenziale con due confessionali, mentre nella seconda sono collocate le stazioni della Via Crucis. La zona presbiteriale a pianta rettangolare e volta a crociera è rialzata da tre gradini e termina con il coro absidato coperto da catino. L'aula conserva la pala d'altare lavoro di Pietro Brugnetti di Sorisole del 1919 e affreschi nel 1926.
Nel 1979 in ottemperanza da quanto indicato nel Concilio vaticano II fu realizzato il nuovo altare rivolto verso l'aula in legno di noce intagliato lavoro di Carminati Agostino mentre la decorazione del paliotto fu eseguita da Carminati Angiolino riprendendo il progetto di Gigi Pedrini. L'ambone è stato progettato e realizzato nel medesimo tempo sempre dal Carminati.